# Ganggräber Tostrup Nord und Süd
Die Ganggräber Tostrup Nord und Süd (auch „Sønderholm sogn SB 28, SB 120511-28“ und „SB 27, SB 120511-27“ genannt – dänisch Tostrup Jættestuer) liegen etwa 40 m voneinander entfernt, westlich vom Weiler Tostrup in Himmerland in der Region Nordjylland in Dänemark. Das Ganggrab ist eine Bauform jungsteinzeitlicher Megalithanlagen, die aus einer Kammer und einem baulich abgesetzten, lateralen Gang besteht. Diese Form ist primär in Dänemark, Deutschland und Skandinavien sowie vereinzelt in Frankreich und den Niederlanden zu finden.

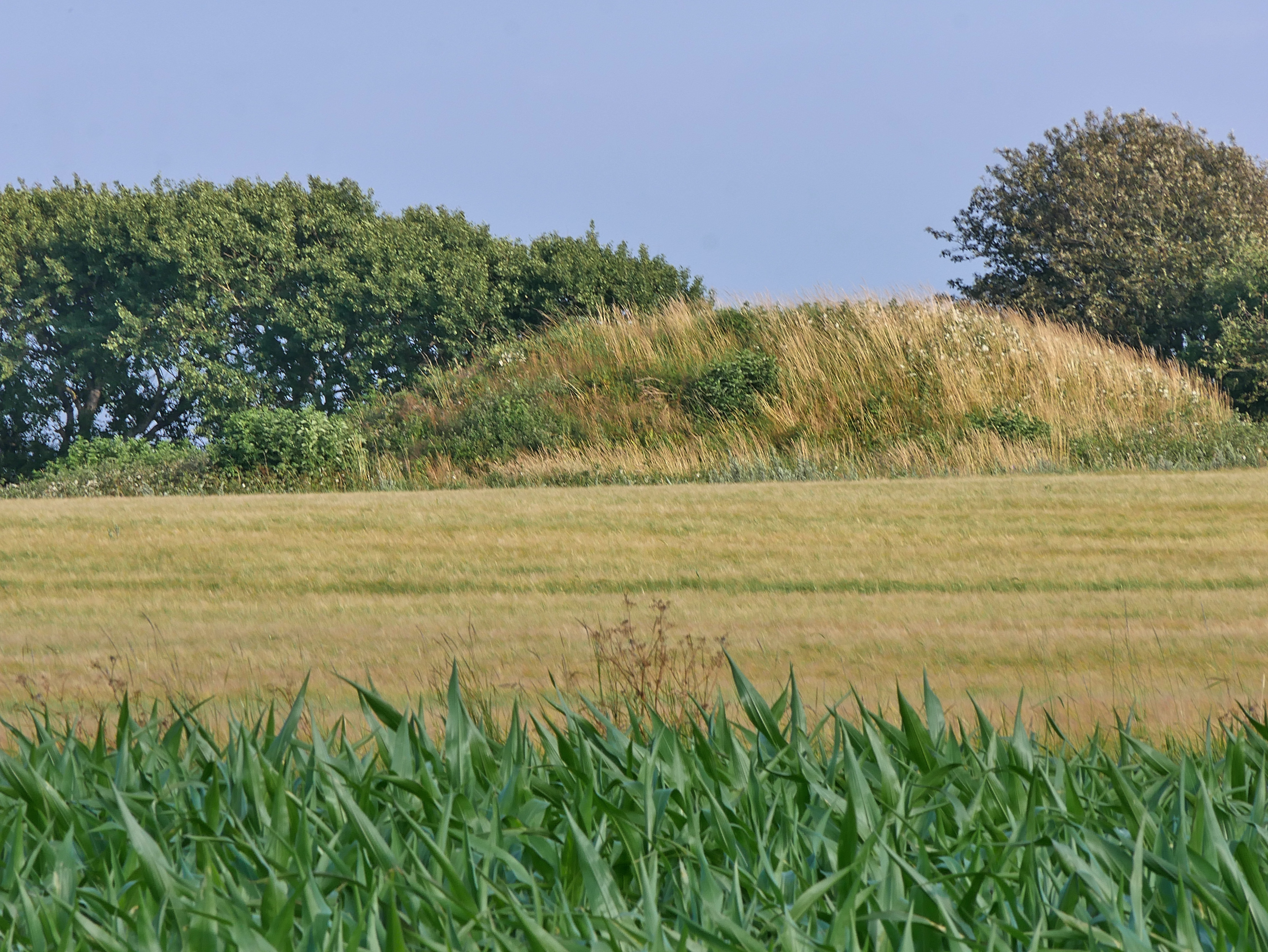
Tostrup Nord

Die Megalithanlagen der Trichterbecherkultur (TBK) entstanden im Neolithikum zwischen 3500 und 2800 v. Chr. Tostrup ist eines der wenigen ungestörten Dörfer, die heute noch ähnlich wie vor 120 Jahren aussehen. Alle Betriebe sind noch da und es gibt eine Furt durch die Hasseris Å, die noch verwendet wird.

## Tostrup Nord
56° 59′ 15,7″ N, 9° 45′ 46″ O
Das gut bewahrte kleine Nordost-Südwest orientierte Ganggrab liegt in einem Feld in seinem Rundhügel von etwa 3,0 m Höhe und 20,0 m Durchmesser. Ein etwa 3,0 m langer außermittig gelegener Gang von 1,0 m Höhe und 0,45–0,65 m Breite führt aus Südosten in die Kammer. Sie misst etwa 3,6 × 1,8 m, hat eine Höhe von 1,1 m und wurde von drei Decksteinen bedeckt, von denen zwei aufliegen. Die ovale Kammer besteht aus sieben Tragsteinen.

Tostrup Nord
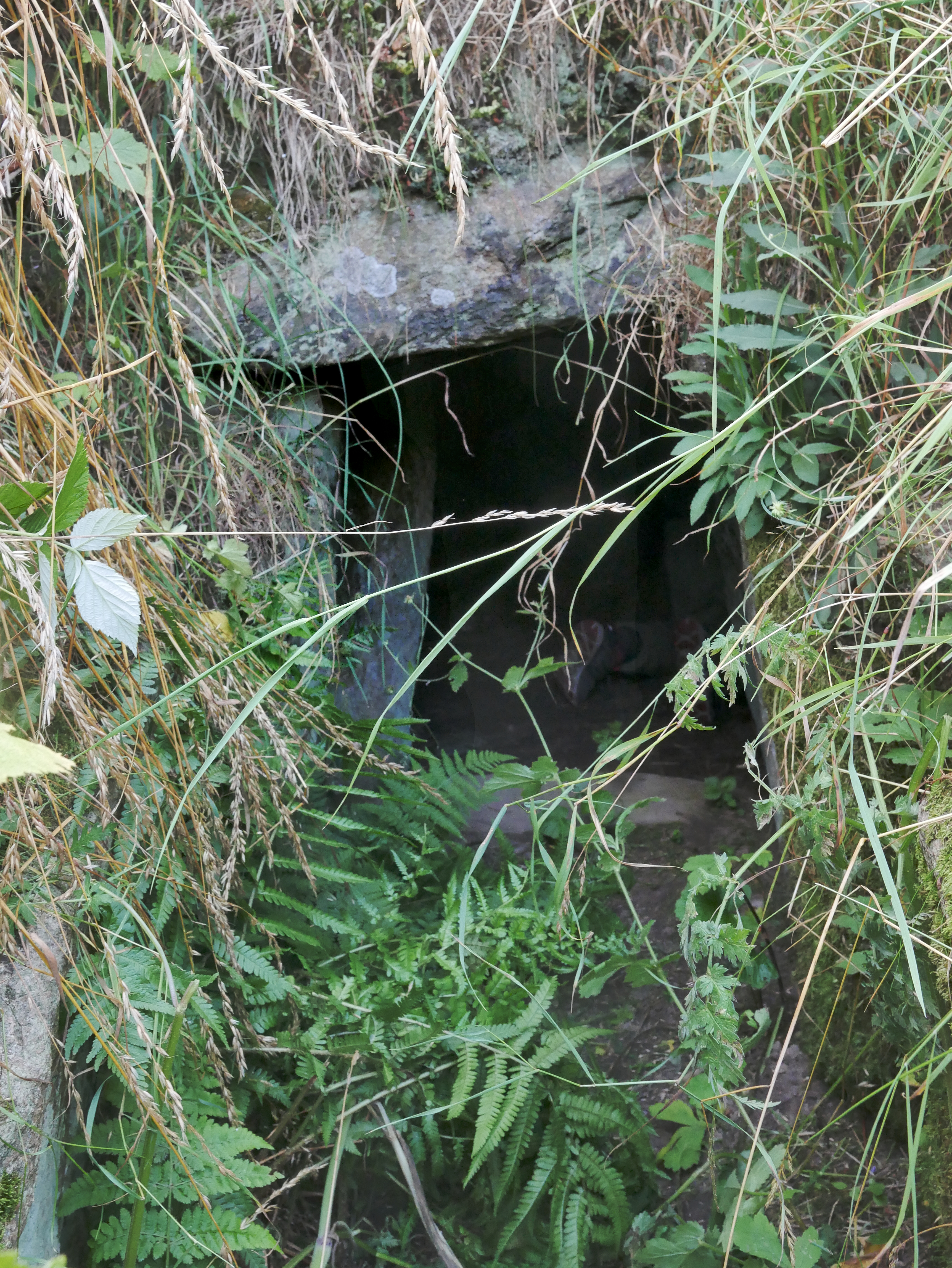
Eingang in die Grabkammer von außen
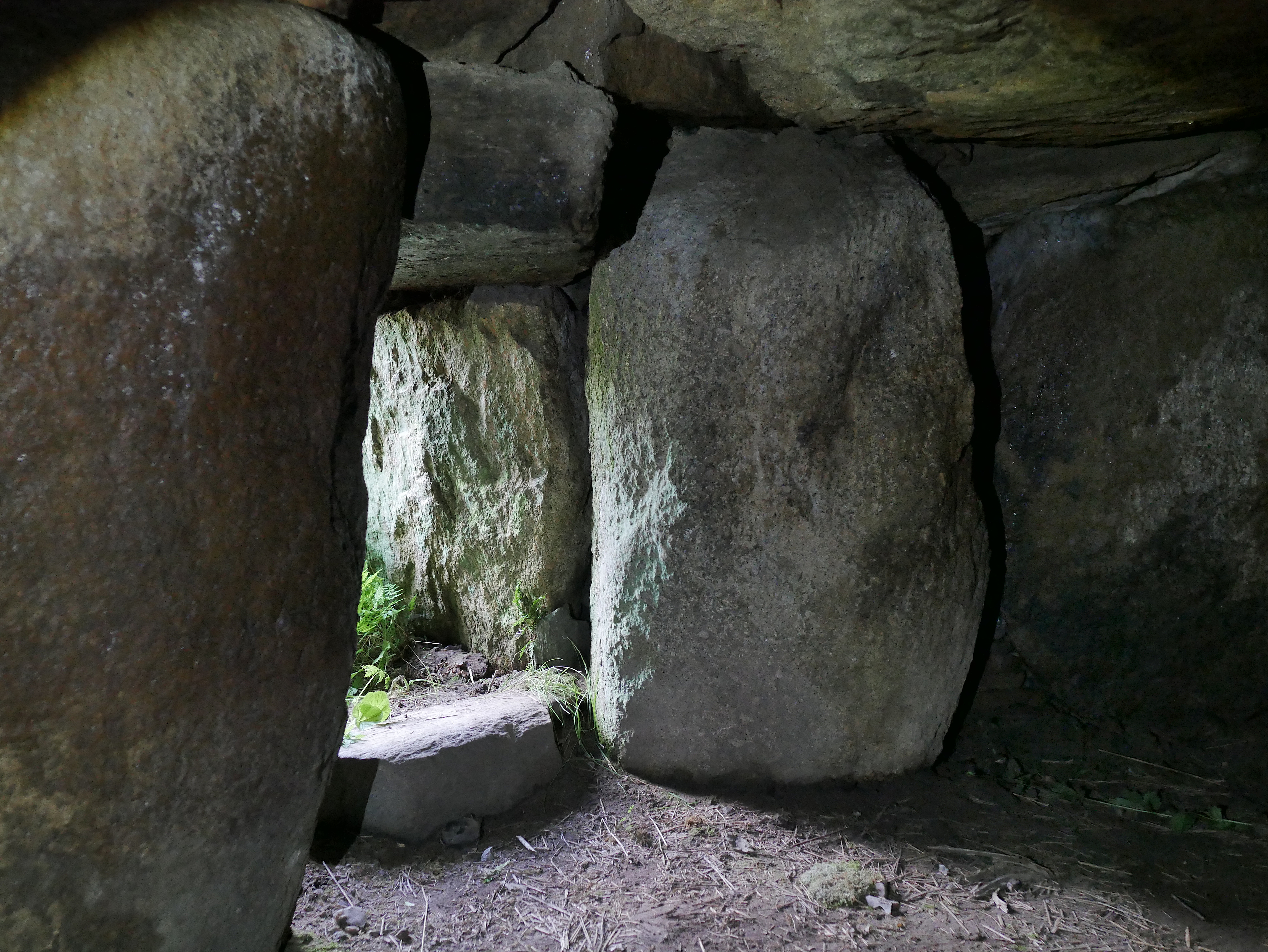
Eingang in die Grabkammer von innen
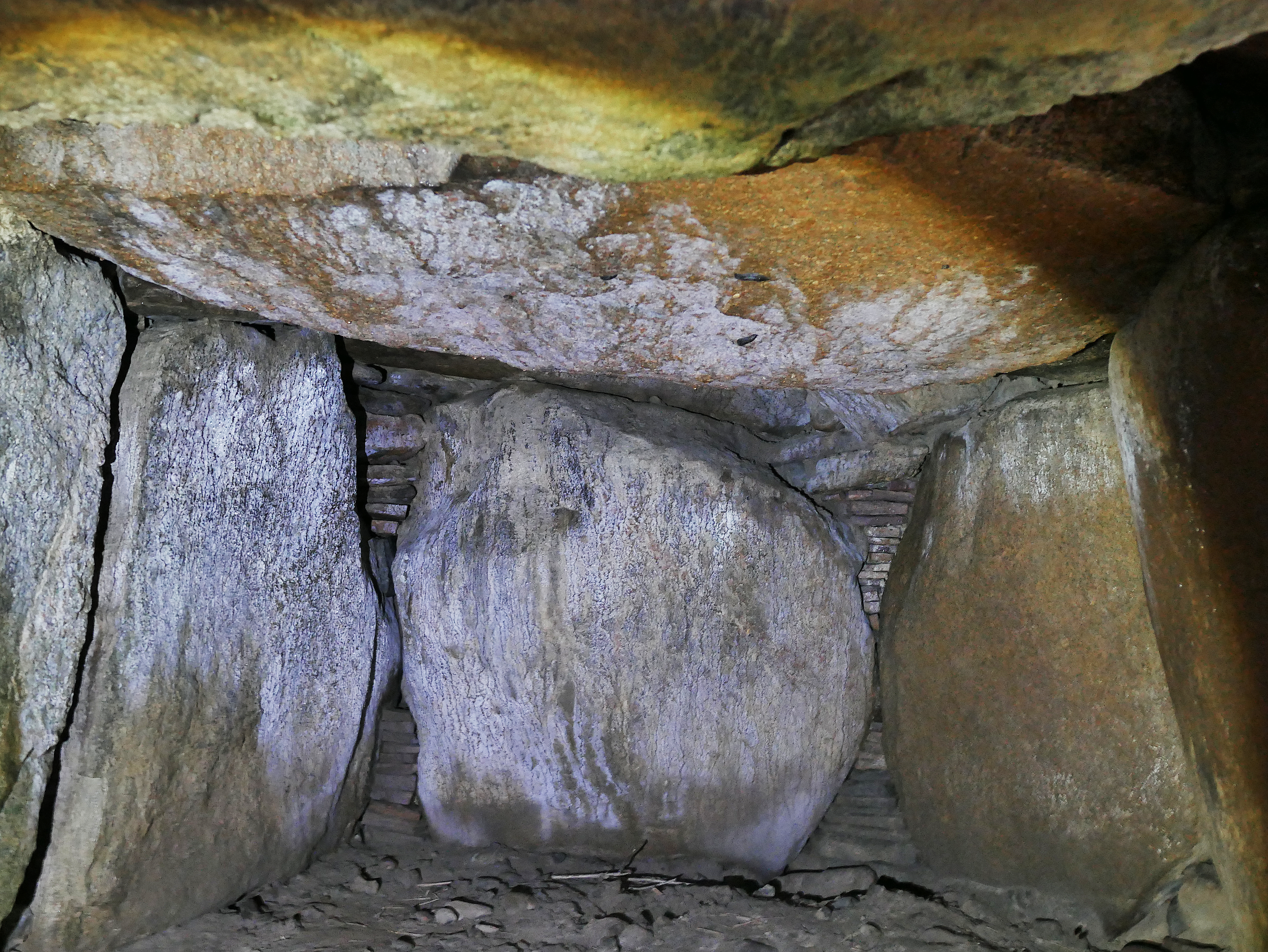
Grabkammer Nordseite
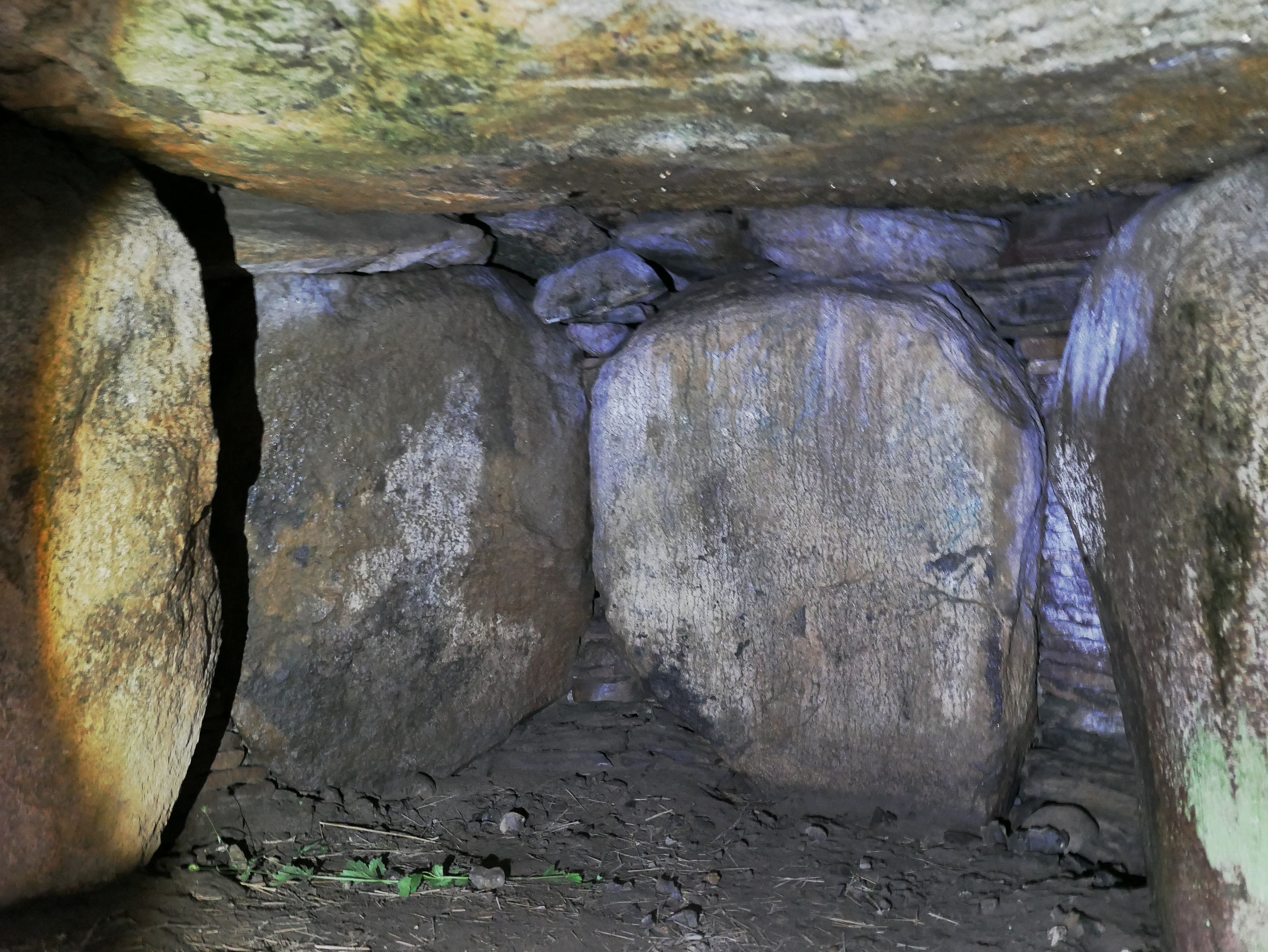
Grabkammer Südseite

## Tostrup Süd
56° 59′ 14,4″ N, 9° 45′ 45,2″ O

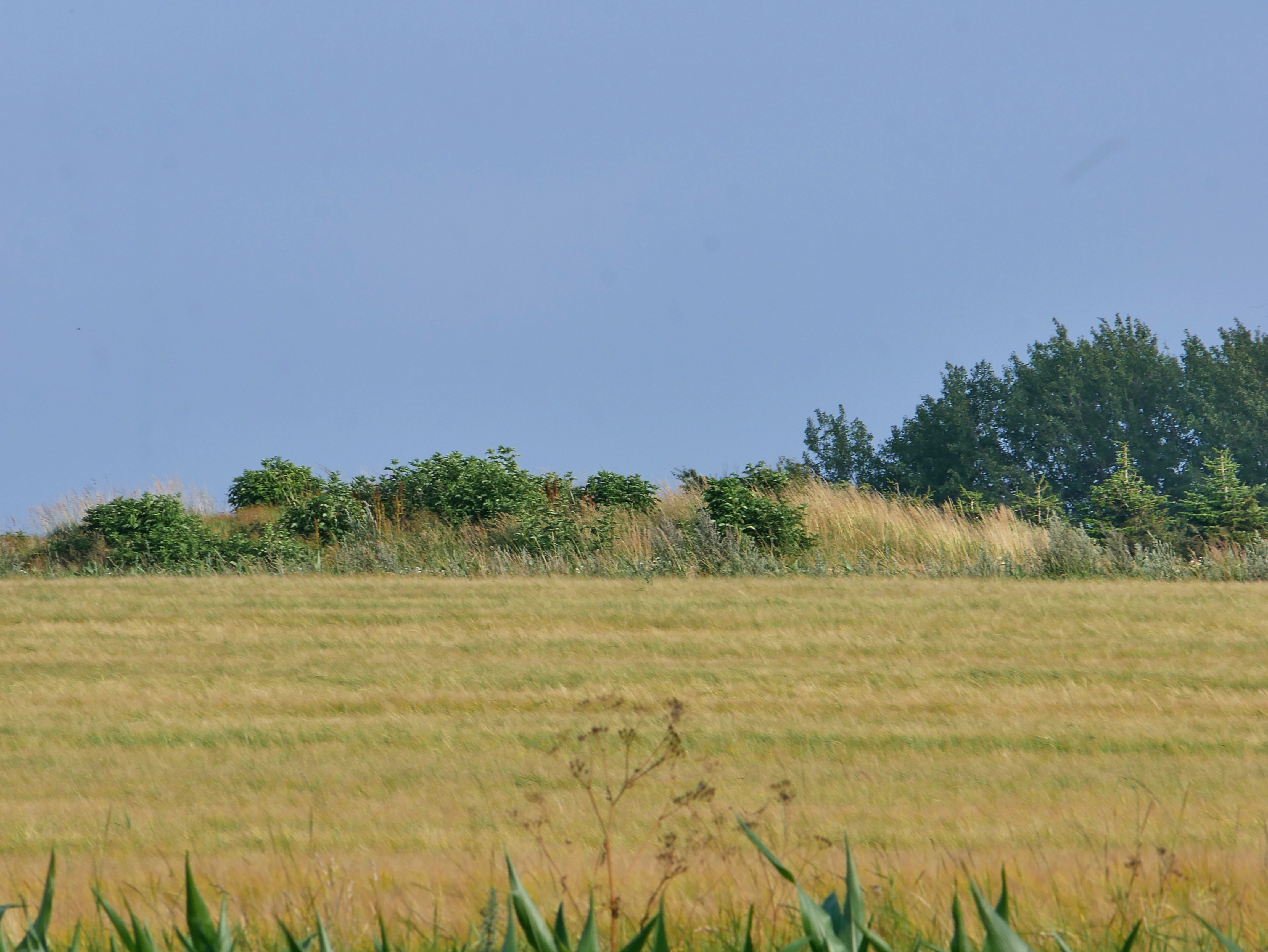
Südliches Ganggrab

Das Nordost-Südwest orientierte Ganggrab liegt in einem Feld in seinem Rundhügel von etwa 2,0 m Höhe und 20,0 m Durchmesser. Fünf Tragsteine des  außermittig gelegenen Ganges sind noch vorhanden. Die etwa 8,0 m lange und 2,5 m breite Kammer besteht aus 14 Tragsteinen und ist abgesehen von den fehlenden Decksteinen gut erhalten. Die Kammer wurde 1949/50 restauriert.
In der Nähe liegen die zweikammerige Megalithanlage von Store Restrup, der Ørnhøj von Frejlev und Troldkirken.